# Porsche 931 Club Sport
El Porsche 931 CS es un automóvil deportivo de edición muy limitada y fuera de serie construido por el fabricante alemán Dr. Ing. h.c. F. Porsche AG en septiembre de 1980 como banco de pruebas.
El 931 Club Sport es una variante deportiva del Porsche 931, fabricada como modelo de preproducción en septiembre de 1980, de la cual se construyeron muy pocas unidades experimentales y que, únicamente cuatro, fueron matriculados en Alemania para circular por carreteras convencionales.

## Historia y resumen del modelo
Aunque el planteamiento del proyecto era muy interesante, un modelo con una planta motriz de altísimas prestaciones en una carrocería elegante y muy aerodinámica, tenía muchos inconvenientes que hacían del 931 CS un proyecto inviable: Los niveles de prestaciones del 931 CS eran superiores a los de un Porsche 911, teniendo un precio similar de haberse comercializado; Ya estaba en el mercado el 924 Carrera GT, prácticamente con las mismas prestaciones, aunque con algunas mejoras, una carrocería más agresiva y un precio muy superior, que lo hacía más rentable comercialmente; Además, de haberse comercializado como coche de serie, tendría que afrontar unos gastos de mantenimiento elevados por una mecánica tan compleja que afectaba a la fiabilidad (como le ocurría al Carrera GT) y, por último, ya se estaba desarrollado el Porsche 944 (comercializado a partir de septiembre de 1981) con una variante Turbo (comercializada a partir de septiembre de 1983); Por otra parte, AUDI dejaba de fabricar los bloques de los motores 2EA831 2.0 L I4, base de la mecánica de los modelos 924 y 931. Estas razones redujeron el proyecto a un ejercicio de ingeniería dentro de Porsche AG con, curiosamente, cuatro coches matriculados para el disfrute de algunos ingenieros de la firma. 
Este modelo especial 931 Club Sport tenía mejoras en los frenos, en la suspensión y en el motor. La carrocería del 931 mantenía la elegancia de la del 924 Turbo, con rendijas de ventilación verticales en el faldón delantero para suministrar aire a los frenos de disco ventilados de mayor dimensión y al radiador de aceite; Cuatro aberturas de ventilación entre las ópticas así como una abertura de ventilación en el capó del motor para ventilar y purgar el intercooler, sustituyendo a la apertura de estilo NACA. Además, en el capó trasero mantenía el spoiler negro de poliuretano con las mismas dimensiones que las del 924 Turbo. Volante de tres radios deportivo.
Las características de la versión Club Sport consisten en: El motor era un 4 cilindros en línea y 2,0 litros sobrealimentado, similar al 924 Turbo, pero con una diferencia importante, un intercooler, aspirado Air-to-air Motor M31.50 de 154kW). 
La entrada de aire (aire de refrigeración) para el intercooler se lleva a cabo a través de la apertura sobredimensionada de la toma de aire en el capó que no encajaba con el perfil elegante del conjunto. Esta mejora incrementaba la potencia hasta los 154 kW (210 CV) a 6000 rpm (La mecánica era similar a la versión básica del Porsche 924 Carrera GT).  La suspensión llevaba amortiguadores Koni ajustables, con muelles más cortos, que rebajaban la altura del coche. En el eje delantero alrededor de 10 mm por los muelles helicoidales más cortos y, en el eje trasero, en torno a 15 mm, montaba barras estabilizadoras en el eje delantero de 23mm y en el eje trasero de 16mm (en comparación a los 14mm del 924 Turbo de serie). El eje trasero era 20mm más ancho debido a la utilización de separadores en las llantas . Cambio de 5 velocidades (Modelo G31.03).con diferencial de deslizamiento limitado. Los frenos eran de discos ventilados en las cuatro ruedas, similares a los del Porsche 928. Llevaba un depósito de combustible de 84 Litros.
Las llantas del 931 CS eran forjadas de 16 x 6,5 pulgadas y ET 53 en ambos ejes , con neumáticos 205/55 VR 16 Pirelli P7.
Este modelo, gracias a su paquete de opciones que mejoraban notablemente su comportamiento deportivo con respecto a un 924 turbo de serie, y debido a que era más fácil de conducir, lograba situarse a nivel superior de un Porsche 911 cuando se trataba de mantener un ritmo elevado de conducción durante largo tiempo. 
No se conoce el color de los modelos matriculados del 931 CS, si hay uno gris metálico, y otro con pintura bitono (disponible en 1980 y 1981). Tampoco se conocen los elementos de confort, pudiendo variar entre otros: Elevalunas eléctricos, espejo retrovisor en el lado izquierdo de la carrocería, instalación de radio, asientos deportivos, tapicería de cuero, techo targa.